# Bus Driver
Bus Driver (česky Šofér autobusu) je počítačová hra vyvinutá českou společností SCS Software. Jedná se autobusový simulátor běžící na enginu Prism3D, který vyvinula sama společnost SCS Software pro své hry. Hra byla dokončena v březnu roku 2007.

## Hra
Hra je simulátorem jízdy autobusu z pohledu třetí osoby. Hra je rozdělena nejdříve do pěti sektorů, po update do šesti sektorů, každý po šesti trasách. Na každou trasu je přidělen daný autobus. Na začátku hry je dostupný pouze první sektor, zbylé sektory jsou uzamčené a až po splnění určitého počtu tras v prvním sektoru se odemkne další. Hra má různé počasí, to se nemění ve hře, nýbrž je jedno dané na určitou trať. Pokud dojde k přiblížení autobusu zepředu k nějakému jinému autobusu, celé vozidlo začne opakovaně zprůhledňovat.

### Autobusy
Hra obsahuje řadu autobusů, jejichž podoba vychází z podoby reálných autobusů. Hra byla produkována v Americe, najdeme v ní autobusy amerického typu, nicméně jelikož je hra česká, nabízeny jsou i evropské typy, jako je třeba doubledecker.
Seznam autobusů ve hře:
| Reálné jméno                     | Herní jméno           | Počet provedení |
| -------------------------------- | --------------------- | --------------- |
| MCI 102D3                        | GNR-13 LE             | 3               |
| Ford B-Series                    | Toucan                | 1               |
| MCI D4500                        | Gryphon Birdie        | 1               |
| NovaBus RTS-06                   | Niva WS-27 Cityroamer | 2               |
| Setra S415HDH                    | Sista XT              | 2               |
| Renault Agora S                  | Remark EU             | 2               |
| Volvo B7TL Wright Eclipse Gemini | Velven 18             | 1               |

### Jízda
Ve hře je k dispozici na dolní straně obrazovky panel s informacemi, který obsahuje: malou mapu, ovšem na křižovatkách jsou umístěny na danou trať červené zářící šipky ve směru jízdy, aby hráč věděl, kudy má jet. Dále je v panelu dole umístěna velmi přísná časomíra. Pod časomírou je uvedeno, kolik ještě stanic zbývá do konce. Vpravo od časomíry je tabulka týkající se cestujících. Je zde uveden počet cestujících, kteří vystoupí následující stanici, pozor může stoupat při špatném hodnocení cestujících, které je uvedeno hned vedle. Dále je zde uvedena rychlost a velmi důležitá intenzita brzdění, při jejímž navýšení se odečte 100 bodů a po druhém tomto incidentu i zhorší hodnocení cestujících.

### Bodové ohodnocení
Celá hra se hodnotí na počet bodů. Ty se získávají za správnou jízdu nebo mohou být odečteny za chybnou jízdu.
Seznam možností přičtení nebo odečtení bodů:
| Plusové body                                |            |
| ------------------------------------------- | ---------- |
| Jízda na zelenou                            | +30 b.     |
| Další stanice                               | +100 b.    |
| Správné blikání do pruhu                    | +10 b.     |
| Správné blikání na křižovatce               | +20 b.     |
| Ujetí míle bez chyb                         | + 170 b.   |
| Ujetí míle bez porušení dopravních předpisů | + 40 b.    |
| Ujetí míle bez kolizí                       | + 15 b.    |
| Přesnost zastavení do zastávky              | až + 60 b. |

| Minusové body                       |                                    |
| ----------------------------------- | ---------------------------------- |
| Jízda na červenou                   | - 200 b.                           |
| Zavření dveří před cestujícím       | - 80 b. za každého nechaného cest. |
| Neblikání při změně pruhu           | - 10 b.                            |
| Kolize                              | - 50 b.                            |
| Prudké zabrzdění                    | - 100 b.                           |
| Opuštění stanice před časem odjezdu | - 80 b.                            |
| Jízda v protisměru                  | - 40 b.                            |
| Otevření dveří mimo stanici         | - 5 b.                             |

### Vězeňské mise
Ve hře jsou dvě speciální mise, kde se převáží vězni, a ve kterých je hodnocení trochu pozměněné. Vězni, které je potřeba transportovat, mají na začátku nejhorší hodnocení a po bourání a intenzivním brzdění se jejich hodnocení se zlepšuje. Dále se také při bouračkách ozývá místo výkřiků smích. Také se musí následovat policejní helikoptéra a při jejím vzdálení nastává penalizace - 10 b. Při těchto misích se nevztahují na hráče dopravní předpisy, tzn. že může se jezdit na červenou a v protisměru bez penalizace. Místo stanic jsou v těchto dvou trasách check-pointy v podobě dvou policejních aut, mezi kterými se projíždí.

### Download
Na oficiálních stránkách hry bylo k dispozici demo v podobě hry na 1 hodinu. Někdy mezi lety 2007 až 2013 bylo toto demo zkráceno na 30 minut. Dále jsou na oficiálních stránkách hry k dispozici různé tapety ke stažení zdarma.

## Updaty
Temsa Edition (v1.1)
V roce 2008 SCS Software vydalo Temsa update, který do hry přidává:
- 5 nových autobusů: (Temsa Avenue, Temsa Tourmalin IC, Temsa Opalin, Temsa Safari HD a Temsa Diamond)
- Nový pohled kamery - z nárazníku
- Nový šestý extra slot s trasami

Gold Edition (v1.5)
Kolem roku 2010 SCS Software vydalo nový patch na hru Bus Driver (v1.0), který byl nazván "Bus Driver Gold". Je v něm několik nových funkcí, i když některé jsou převzaty z Temsa Edition.
- Nový autobus Temsa Avenue
- Nový pohled kamery - z nárazníku
- Nový šestý extra slot s trasami